# A Troll in Central Park
A Troll in Central Park (bra: Um Duende no Parque) é um filme de animação estadunidense de 1994, do gênero aventura fantástica, dirigido por Don Bluth.

## Vozes
- Dom DeLuise ...... Stanley
- Cloris Leachman ...... rainha Gnorga
- Charles Nelson Reilley ...... rei Llort
- Jonathan Pryce ...... Alan
- Hayley Mills ...... Hilary
- Phillip Glasser ...... Gus
- Tawny Sunshine Glover ...... Rosie/Sally (prt)/Lucy (bra)
- Neil Ross ...... chefe
- Will Ryan ...... Genetic Pansy
- Pat Musick ...... Snuffy